# 비냐이스

비냐이스의 위치

비냐이스(포르투갈어: Vinhais)는 포르투갈 브라간사 현에 위치한 도시로 면적은 694.76km2, 인구는 9,066명(2011년 기준), 인구 밀도는 13명/km2이다. 스페인과는 23km의 국경을 접한다.

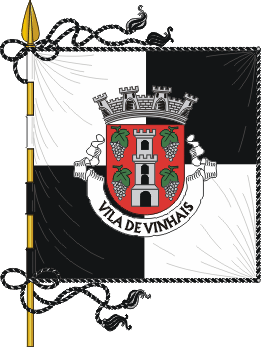
시기
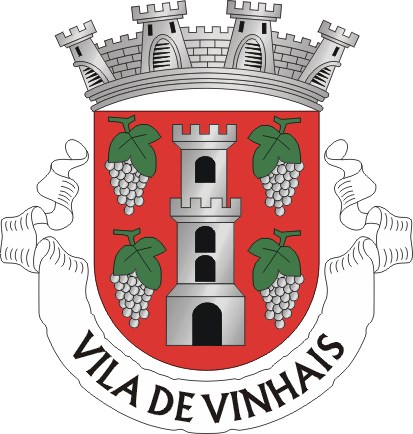
시 문장